# D'Aulnis de Bourouilllaan 1
d'Aulnis de Bourouilllaan 1 is een gemeentelijk monument in Baarn in de provincie Utrecht.
Het woonhuis op de hoek d'Aulnis de Bourouilllaan - Dalweg is in 1927 gebouwd voor F 15.000,- als één woning. Later is het gesplitst in 'd Aulnis de Bourouilllaan 1 en Dalweg 5. De gevel en de plattegrond zijn asymmetrisch.